# Dino Sarti
(Enzo Biagi)
Dino Sarti (Bologna, 20 novembre 1936 – Bentivoglio, 11 febbraio 2007) è stato un cantante e cabarettista italiano.
È stato uno chansonnier e showman, artista di night-club e cabaret e autore di testi di canzoni.
È considerato uno dei principali cantori del capoluogo emiliano e ha legato il suo nome a numerose edizioni della Fiera di San Lazzaro. I suoi concerti di Ferragosto in piazza Maggiore, organizzati dal sindaco Renato Zangheri intorno alla metà degli anni settanta, erano un appuntamento tradizionale per i bolognesi, con una grande partecipazione di pubblico.
È stato anche un interprete di cover - in dialetto bolognese - di noti brani stranieri, specialmente della scuola francese, come nel caso della canzone "Nathalie" di Gilbert Bécaud, "Non, je n'ai rien oublié" di Charles Aznavour, tradotta in "No, an me c'curdarò mai", "Tu t'laisses aller", tradotta in "T'at làss andér", e di Jacques Brel  "Dites si c'était vrai", tradotta in "Dim se l'é veira", "Jef", tradotta in "Vein amigh, vein", "Amsterdam", tradotta in "In dal port d'Amsterdam", "Les vieux", tradotta in "I vic" (... I vecchi).    Apprezzata anche la sua cover parodistica di New York, New York di Liza Minnelli, tradotta in A vagh a Neviork.
Sarti è ricordato anche per alcune partecipazioni cinematografiche, tra cui, in particolare, Fontamara, diretto da Carlo Lizzani, dall'omonimo romanzo di Ignazio Silone, Vai alla grande, diretto da Salvatore Samperi, e Dichiarazioni d'amore, per la regia di Pupi Avati.
Dotato di una particolare vis umoristica, che trasferiva con facilità nelle sue performance sui palcoscenici di cabaret (molte delle quali prodotte anche per la televisione e la radio), è stato un musicista preparato, forte di una lunga gavetta; usava comporre i testi delle sue canzoni, che venivano poi musicate da Corrado Castellari, suo storico collaboratore.

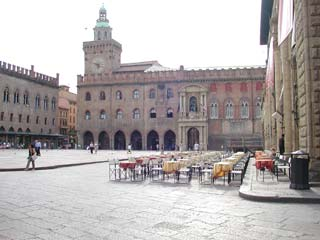
Piazza Maggiore a Bologna viene spesso identificata con le canzoni di Dino Sarti

## Biografia
La sua carriera ha inizio a metà degli anni cinquanta. Come dilettante (all'epoca lavora come operaio tornitore) si esibisce nelle balere cittadine e alle feste dell'Unità.
Una scrittura in un locale di San Lazzaro di Savena lo convince, forte di un repertorio costituito prevalentemente da canzoni francesi e statunitensi, a partecipare ad un concorso radiofonico per voci nuove. Il suo primo gruppo musicale è quello dei Casamatta; la prima vera scrittura al Palace Hotel di Sankt Moritz.
Nel 1958, dopo aver partecipato alla prima edizione del Festival di Castrocaro, Sarti incide il suo primo disco (grazie all'interessamento del maestro Pino Calvi, conosciuto l'anno prima); è un 45 giri che contiene sul lato A il brano Bernardine e sul lato B la canzone Giorgio del Lago Maggiore, destinata ad un insperato successo.
La bocciatura ad un provino per la RAI fa cadere Sarti nello sconforto, presto superato da un ingaggio per la stazione svizzera Radio Monte Ceneri.
La RAI ritorna sui suoi passi e scrittura Sarti per un programma condotto da Mike Bongiorno.
Appassionato di jazz, cantante dialettale (Per piasair lasa ster la mi dona - Per piacere lascia stare la mia donna - è la sua prima canzone in vernacolo), si avvicina, contemporaneamente alla scoperta del repertorio di Jacques Brel, Charles Aznavour e Gilbert Bécaud, alla canzone francese. Non a caso, il suo primo album, 2, Bologna invece! (del 1972, venduto in oltre centomila copie) contiene oltre a brani propri e a classici del repertorio popolare bolognese anche versioni in dialetto di Jef (Vein amigh, vein) di Brel, di cui adatterà in vernacolo anche Dites, si c'était vrai e Amsterdam, e Nathalie di Becaud.
Nel 1972 scrive Malgrado ciò ti voglio bene per Donatella Moretti, che compare nell'album Conto terzi; collabora anche con Fred Bongusto, per cui scrive il testo di Non è un capriccio d'agosto.
È dell'anno successivo (1973) il secondo LP Bologna invece!.
Sempre nel 1973 avviene il debutto nel cabaret nel Derby Club a Milano (nel capoluogo lombardo Sarti lavorerà poi a lungo).
Nel 1974 viene pubblicato l'album "3, Bologna invece!" che contiene i brani Piazza Maggiore 14 agosto e Viale Ceccarini Riccione,  ottenendo recensioni favorevoli. Dal 1974 al 1987, salvo un breve intervallo, Sarti tiene un concerto a Piazza Maggiore ogni 14 agosto, con un grande successo (30 000 persone il primo anno, 60 000 l'anno seguente).
Nonostante una fortunata carriera artistica, partito come il cantante degli operai e diventato negli anni il simbolo degli anni d'oro della Bologna anni '70, muore (in seguito ad una grave malattia) solo e in povertà nel 2007.
Venne sepolto nel cimitero di Monte San Giovanni (Monte San Pietro, nell'Appennino bolognese), accanto alla moglie defunta cinque anni prima. Nel 2024 la sua salma, che era destinata all'ossario, venne invece trasferita in un nuovo loculo pagato dall'associazione Dino Sarti.

## Repertorio
Le canzoni per le quali è maggiormente ricordato sono legate alla storia di Bologna e dell'Emilia-Romagna:
- Piazza Maggiore 14 agosto, dedicata agli appuntamenti ferragostani in piazza Maggiore
- Viale Ceccarini Riccione, dedicata al famoso viale di Riccione
- Bologna campione, inno alla squadra di calcio del Bologna

Altri suoi noti successi sono stati Tango imbezéll, dedicata al ballo del tango, e Spomèti (il Viveur) (o l'Impomatato), un brano che definisce compiutamente una figura d'antàn e un po' decadente: quella dell'impomatato damerino da balera.

## Discografia

### 33 giri
- 1972: Bologna invece! (Fontana Records, 6323 800)
- 1973: 2, Bologna invece! (Fontana Records, 6323 803)
- 1974: 3, Bologna invece! (Fontana Records, 6323 805)
- 1975: 4, Bologna invece! (Fontana Records, 6323 807)
- 1977: Dino Sarti (Fontana Records, 6323 808)
- 1979: I love you cucombra (Cocomero ti amo) (Fontana Records, 6323 810)
- 1980: Spomèti (Fonit Cetra, LPX 87)
- 1985: Night and Day Schiva l'uliva (Carisch, S.TCA 15017)
- 1989: Dino Sarti (Fonit Cetra, PL 770)

### CD
- 1989: Dino Sarti (Fonit Cetra, CDM 2042)
- 1994: Sentimental Bertoldo (Mercury-Universal, 522 823-2)
- 2005: Natale con Dino (compilation 2 CD)

### EP
- 1958: Nel blu dipinto di blu/Amare un'altra/Non potrai dimenticare/Fantastica (Smart Records, EPS 3001)
- 1958: Canzoni Del Festival Di Zurigo (Parlophon, QMSE 45066; con Nunzio Gallo e Wera Nepy)
- 1958: Messico/Buenas noches mi amor/Sì...amor/Al chiar di luna porto fortuna (Parlophon, QMSE 45071)
- 1959: I Sing "Ammore"/Buon Dì/Nessuno al mondo/Poter tornare bambini (Parlophon, QMSE 45081)

### 45 giri
- 1958: Giorgio/La pasta asciutta (Parlophon, QMSP 16158)
- 1958: Magic moments/Colonel Bogey (Parlophon, QMSP 16167; lato B suona l'orchestra di Iller Pat)
- 1958: Deciditi/Ciao... ciao... ciao (Parlophon, QMSP 16197)
- 1958: Buenas noches mi amor/Messico (Parlophon, QMSP 16200)
- 1959: Al chiar di luna porto fortuna/C'è una chiesetta (Parlophon, QMSP 16204)
- 1959: Marjolaine/Sotto l'ombrellino con me (Parlophon, QMSP 16220)
- 1959: Avevamo la stessa età/Così così (Parlophon, QMSP 16225)
- 1960: Col cannocchiale/Tom Juke-box (IPM, IP 3026)
- 1961: Verrò/Per sempre o mai (Caruso, CV/10/10; lato B cantato da Pitù)
- 1961: Toi e moi/Fammi piangere (Caruso, CV/10/14)
- 1962: Par piasair/Zairchen un'etra (Fonit Cetra, SP 31030)
- 1973: La prova d'amore/Tango imbezell (Fontana Records, 6026 018)
- 1974: Viale Ceccarini, Riccione/Quando torni? (Fontana Records, 6026 024)
- 1975: Respiri bene X il naso/Buonanotte amore (Fontana Records, 6026 026)
- 1975: Il tortellino/Bologna campione (Fontana Records, 6026 028)
- 1977: La ballata del Passatore/3000 scudi, Stefano (Fontana Records, 6026 031)
- 1982: E siamo andati in piazza a urlare Italia/Tango 21 (Dino Sarti self release, DS 101)
- 1988: Bologna campione/Vacanze (Fonit Cetra, SP 1867)

## L'attività di scrittore
Dino Sarti è stato anche traduttore in dialetto bolognese di poesie - poi restituite in musica - di Tonino Guerra. Come scrittore, ha pubblicato i seguenti libri:
- Il tango è imbecille?, De Vecchi, 1976
- Vengo dal night, Rizzoli, 1981
- No smochin plis. O si è bolognesi o si sa l'inglese, Cappelli, 1987
- Quanto zucchero?, Mundici & Zanetti, 1991